# 95e centile
En statistique descriptive, le quatre-vingt-quinzième centile (ou nonante-cinquième centile) est la valeur telle que 95 % des valeurs mesurées sont en dessous et 5 % sont au-dessus.
La mesure du 95e centile est utilisée par les opérateurs sur Internet pour facturer la consommation de bande passante à leurs clients. La facturation au volume (au Gio consommés) est rare et plus souvent pratiquée par les hébergeurs envers leurs clients qui ne sont pas opérateurs.
La suite des mesures effectuées par un outil de mesure de débit représente les débits utilisés sur un port par périodes de 5 minutes, soit sur un mois entier : 30 jours × 24 heures × 12 périodes = 8 640 valeurs. Le 95ᵉ centile correspond à la valeur en dessous de laquelle se trouvent 95 % des mesures. Autrement dit, après avoir trié les 8 640 valeurs par ordre croissant, le 95ᵉ centile est la 8 208ᵉ valeur la plus petite (8 640 × 0,95 = 8 208).
Elle correspond à l'usage de bande passante utile pendant 95 % du temps sur la période (mensuelle en général) considérée. C'est aussi la capacité de bande passante qu'un fournisseur doit garder disponible sur son réseau pour faire passer sans encombre le trafic de son client durant 95 % du temps, ce qui a une certaine légitimité.
Les 5 % d'échantillons indiquant des débits utilisés supérieurs (et souvent très supérieurs) sont ignorés dans le calcul du 95e centile ; ils correspondent à des consommations ponctuelles, considérées comme non critiques.
L'évolution d'une valeur mensuelle de 95e centile ressemble à la courbe de charge d'une capacité avec un retard dans le temps.
Pendant le premier jour et demi de mesure (5 % du mois), il reste à zéro, ensuite il croît assez rapidement pendant les jours suivants et, si le trafic mensuel est régulier, il tend à se stabiliser.